# Kawasaki OH-1
L'OH-1 Ninja è un elicottero da osservazione e combattimento biturbina con rotore a quattro pale, progettato e costruito dall'azienda aeronautica giapponese Kawasaki Aerospace Company, la divisione aerospaziale del colosso Kawasaki Heavy Industries.

## Storia e sviluppo
L'OH-1 Ninja nasce in risposta a una specifica emessa verso la fine degli anni ottanta per soddisfare le richieste della Rikujō Jieitai (e in particolare della componente aerea dell'esercito nipponico), in cerca di un nuovo aeromobile medio-leggero in grado di sostituire nel ruolo della ricognizione e osservazione armata la numerosa flotta di OH-6 Cayuse, costruiti su licenza dalla Kawasaki Aerospace Company.
Il programma fu designato OH-X. Al concorso risposero le tre principali aziende aeronautiche giapponesi: Fuji Heavy Industries, Mitsubishi e la Kawasaki Aerospace Company. Tra i progetti presentati fu dichiarato vincitore, il 18 settembre 1992, quello proposto dalla Kawasaki (con Fuji e Mitsubishi che fungevano da subappaltatori).

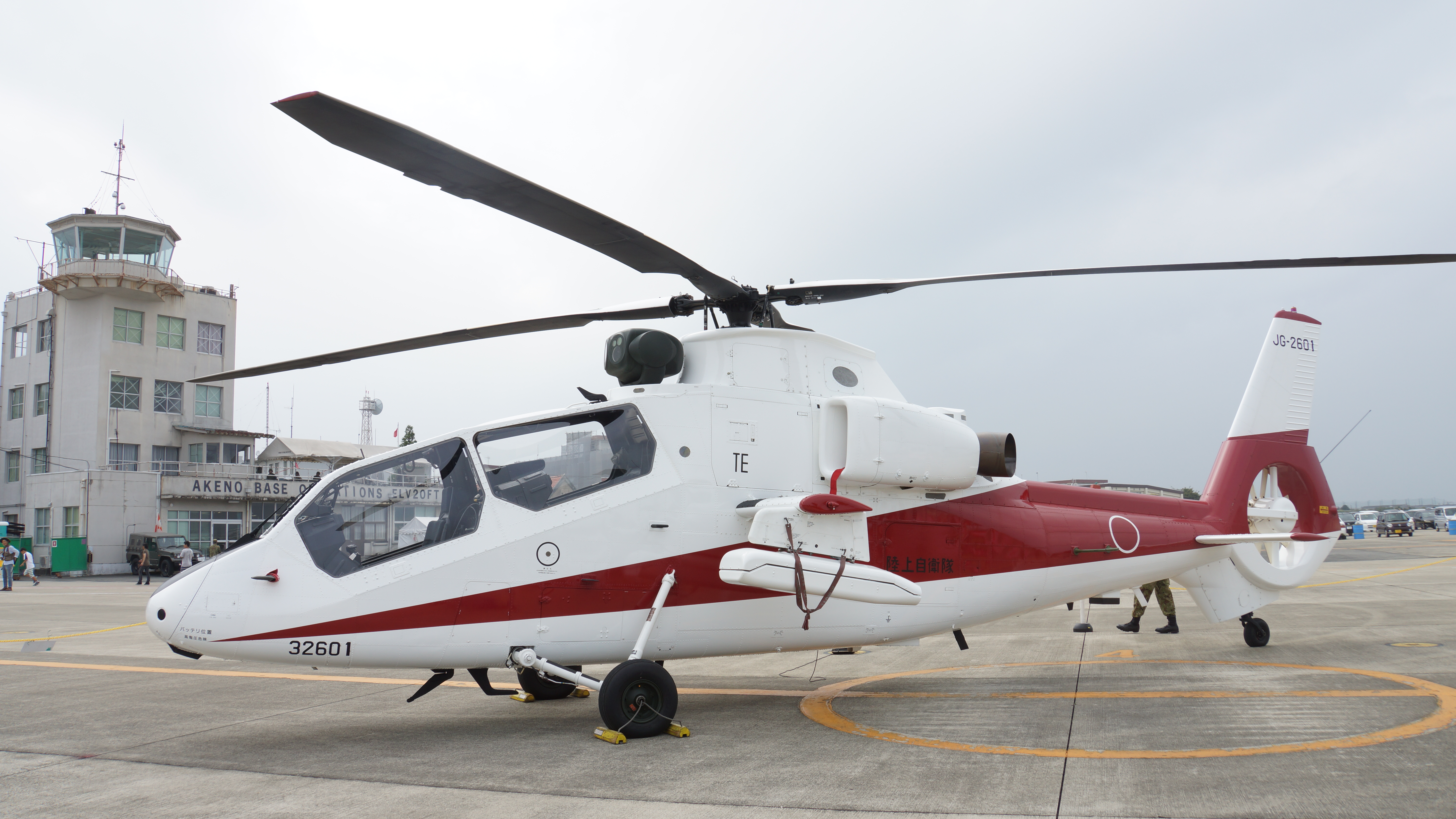
Il prototipo Kawasaki XOH-1.

Il primo dei quattro prototipi, designato XOH-1, effettuò il primo volo il 6 agosto 1996. Successivamente il nuovo elicottero fu chiamato OH-1 Ninja e fu introdotto in servizio operativo dalla Rikujō Jieitai nel 2000.

## Caratteristiche tecniche
L'OH-1 Ninja è un aeromobile da combattimento estremamente avanzato soprattutto dal punto di vista costruttivo e della componente avionica, con il dispositivo d'osservazione composto da sensore a infrarossi, telecamera e telemetro laser. La strumentazione comprende due display multifunzione LCD e un display head-up. Inoltre è dotato di un efficace armamento aria-aria basato sul missile Toshiba Type 91.

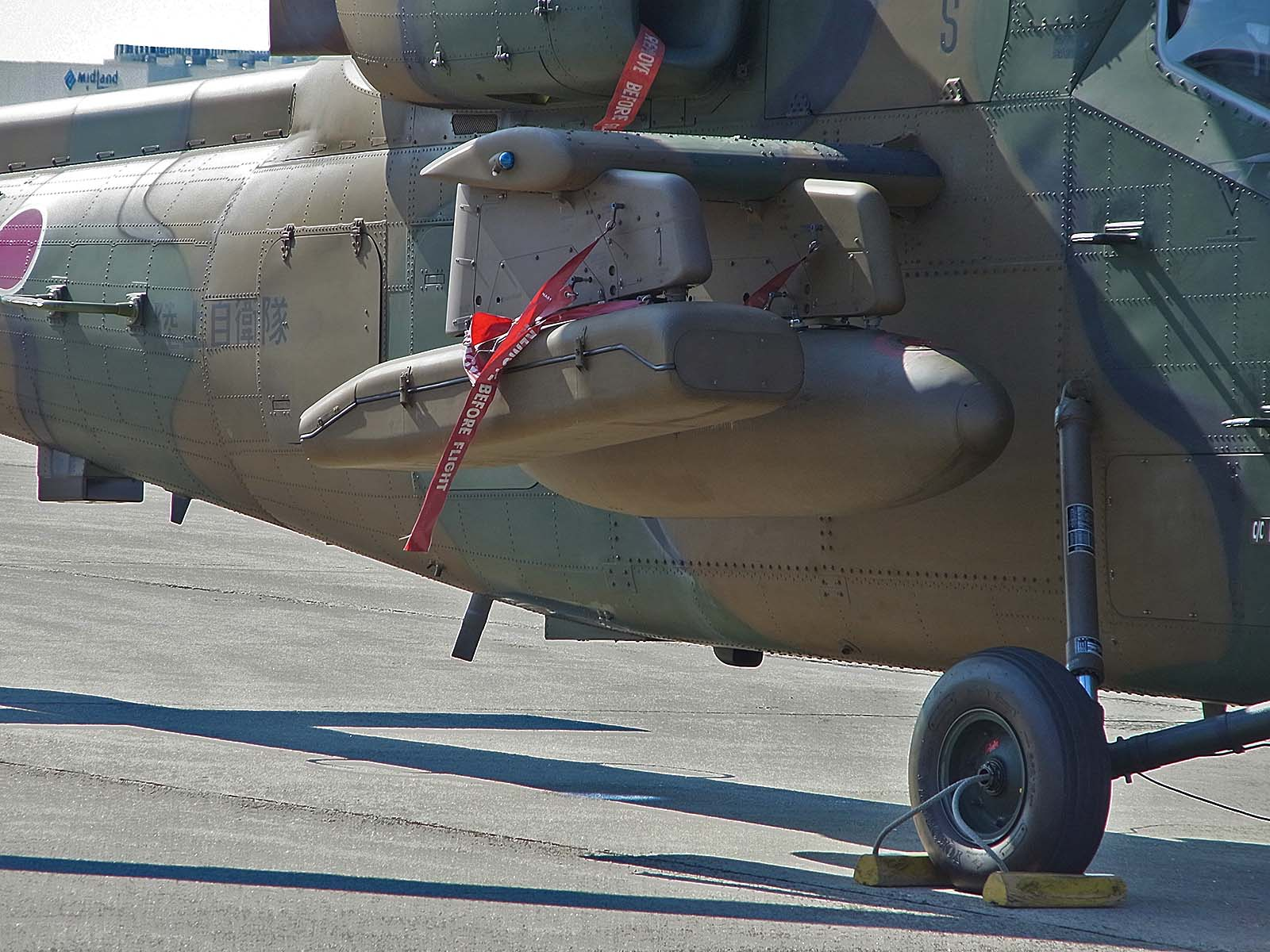
I missili aria-aria Toshiba Type 91 montati sul Kawasaki OH-1.

Questa macchina è caratterizzata dalla classica configurazione degli elicotteri da combattimento di ultima generazione, con i posti del pilota e dell'osservatore ubicati in tandem in un abitacolo corazzato e scalato.

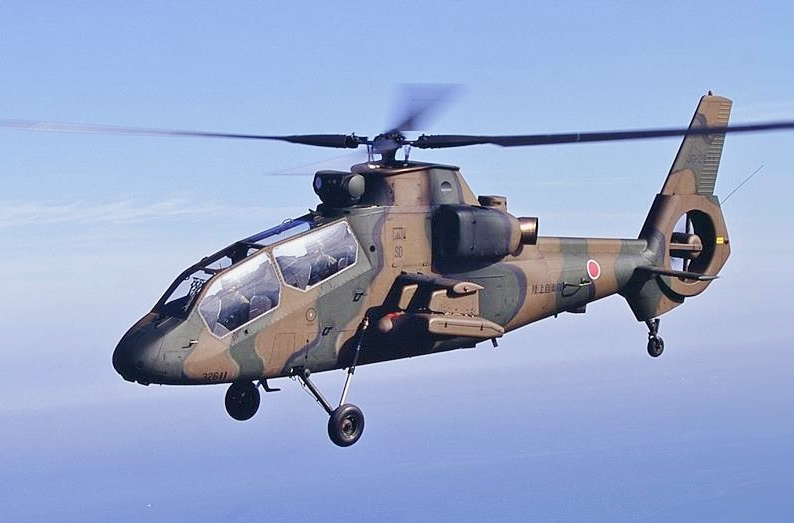
L'elicottero OH-1 con la colorazione mimetica verde e marrone.

Il Ninja si distingue per le sue soluzioni tecniche adottate sul rotore principale a quattro pale, e su quello di coda, di tipo a "Fenestron", e per la bassa rumorosità, che viene assicurata dalla presenza di un apposito sistema d'isolamento anti-risonanza.

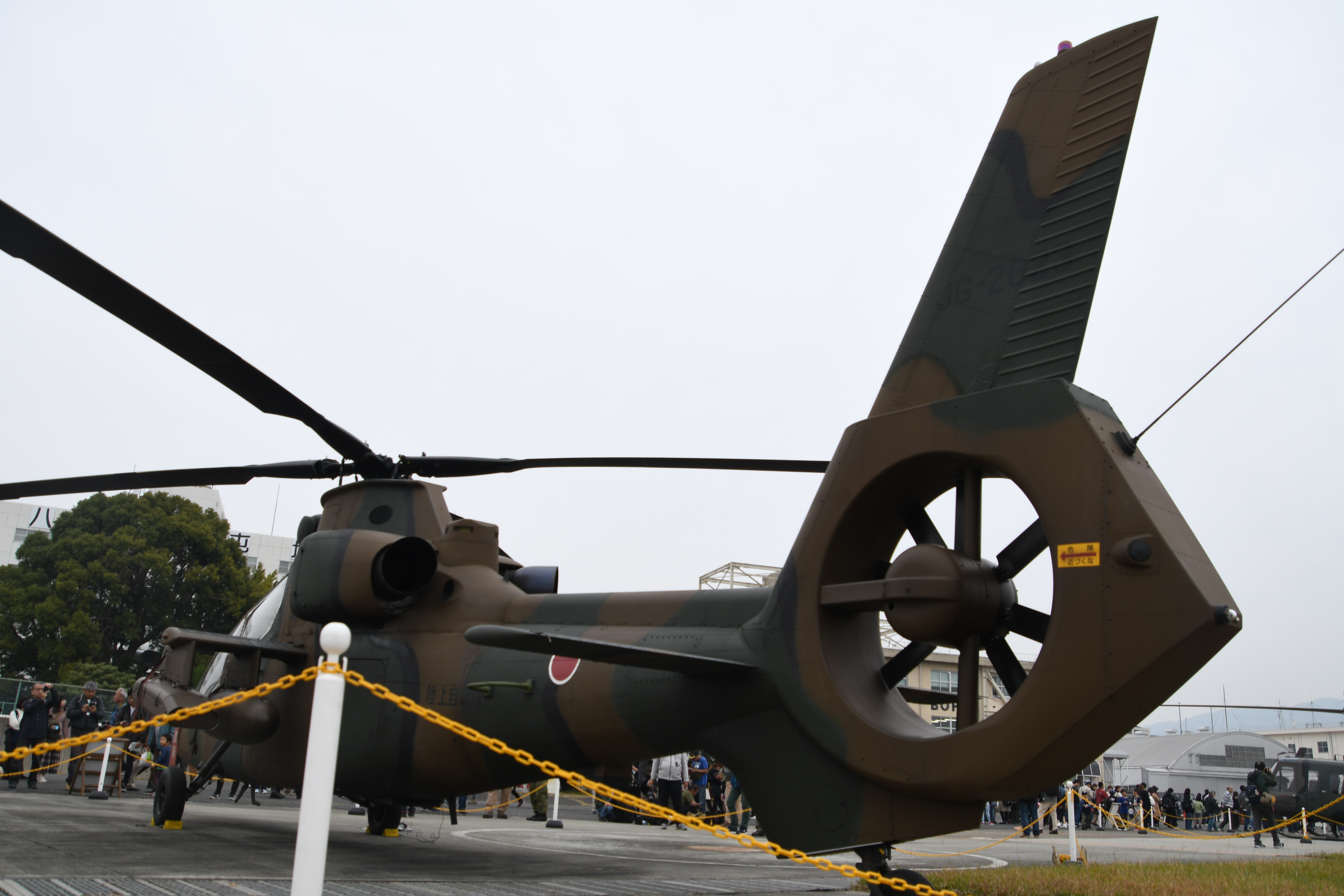
Il Fenestron installato in coda.

Il mozzo del rotore senza cerniere migliora notevolmente la manovrabilità, e il rotore di coda a "Fenestron" consente di ridurre il rischio di contatto con gli alberi permettendo all'elicottero di effettuare un volo radente e a bassissima quota per nascondersi. Un dispositivo per il controllo dell'assetto è in grado di mantenere fermo l'elicottero automaticamente, durante l'osservazione. La manovrabilità complessiva è eccezionale, e l'OH-1 può eseguire manovre acrobatiche come looping e rollio.

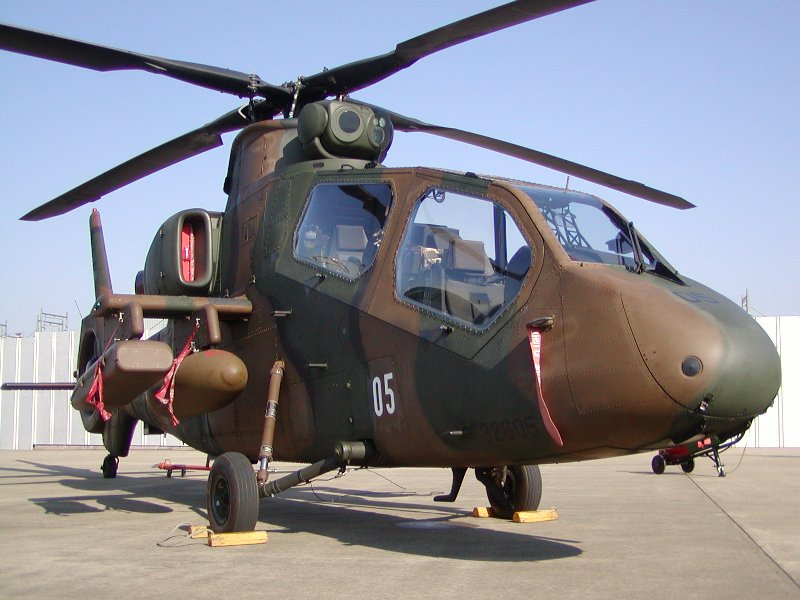
L'abitacolo del Kawasaki OH-1.

L'elicottero è anche fornito di due serbatoi supplementari esterni agganciati alla parte interna delle due semiali. Questa soluzione ha consentito di mantenere contenute le dimensioni della fusoliera, senza aggiungere un altro carico addizionale.
Anche se l'OH-1 è stato concepito principalmente per svolgere missioni di osservazione e ricognizione armata, nel 2012 la Kawasaki Aerospace Company prese in considerazione uno sviluppo della macchina in una versione destinata a compiti di attacco al suolo, dotando l'elicottero di un cannoncino sistemato sotto il muso e di altro armamento pesante. Tuttavia questo progetto è stato interrotto pochi anni dopo a causa di problemi burocratici.

## Impiego
L'elicottero da osservazione ha lo scopo di esplorare a bassa quota le attività del nemico, fornendo le informazioni più recenti alle proprie forze d'attacco. Per questo motivo richiede capacità furtive e grande agilità per sfuggire al fuoco delle unità ostili.
L'OH-1 ha adottato un abitacolo in tandem stretto e sottile che riduce la sezione della fusoliera, e diminuisce così l'area esposta. Per aumentare la capacità di sopravvivenza, i sedili sono blindati e i vetri sono antiproiettile, inoltre tutti i sistemi idraulici sono duplicati. 

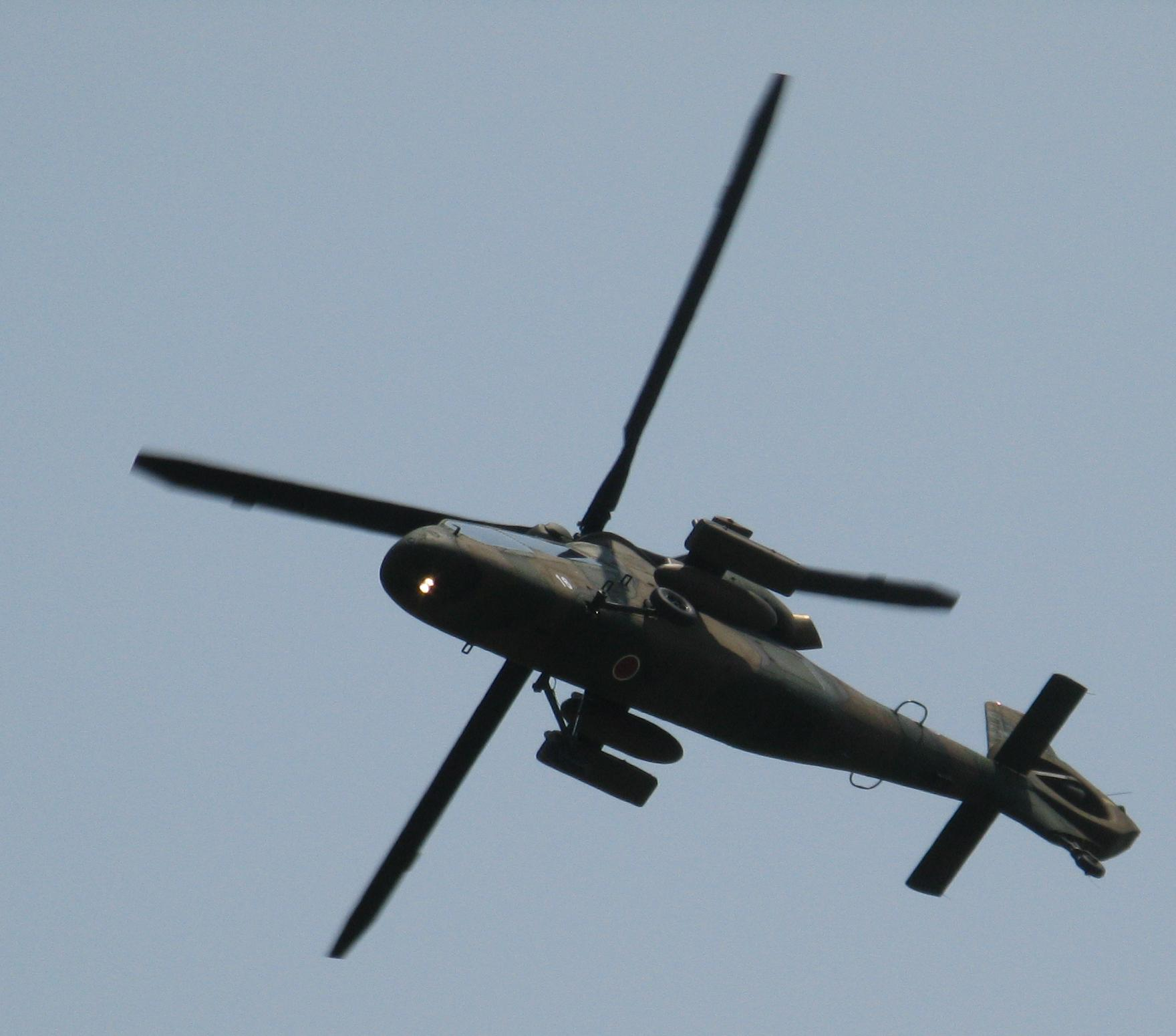
La fusoliera è molto stretta per offrire la minore superficie possibile al fuoco nemico..

Una particolarità che distingue l'OH-1 è il consistente armamento aria-aria, basato sul missile Toshiba Type 91. Infatti può trasportare fino a quattro missili in due pod montati sulla parte esterna delle semiali. Il Type 91 ha una gitta di 5 km, e utilizza un sistema di guida composto da un sensore a infrarossi e una telecamera a luce visibile. Ciò significa praticamente che l'OH-1 può impegnare gli elicotteri nemici in combattimento da grande distanza e con elevate possibilità di successo.

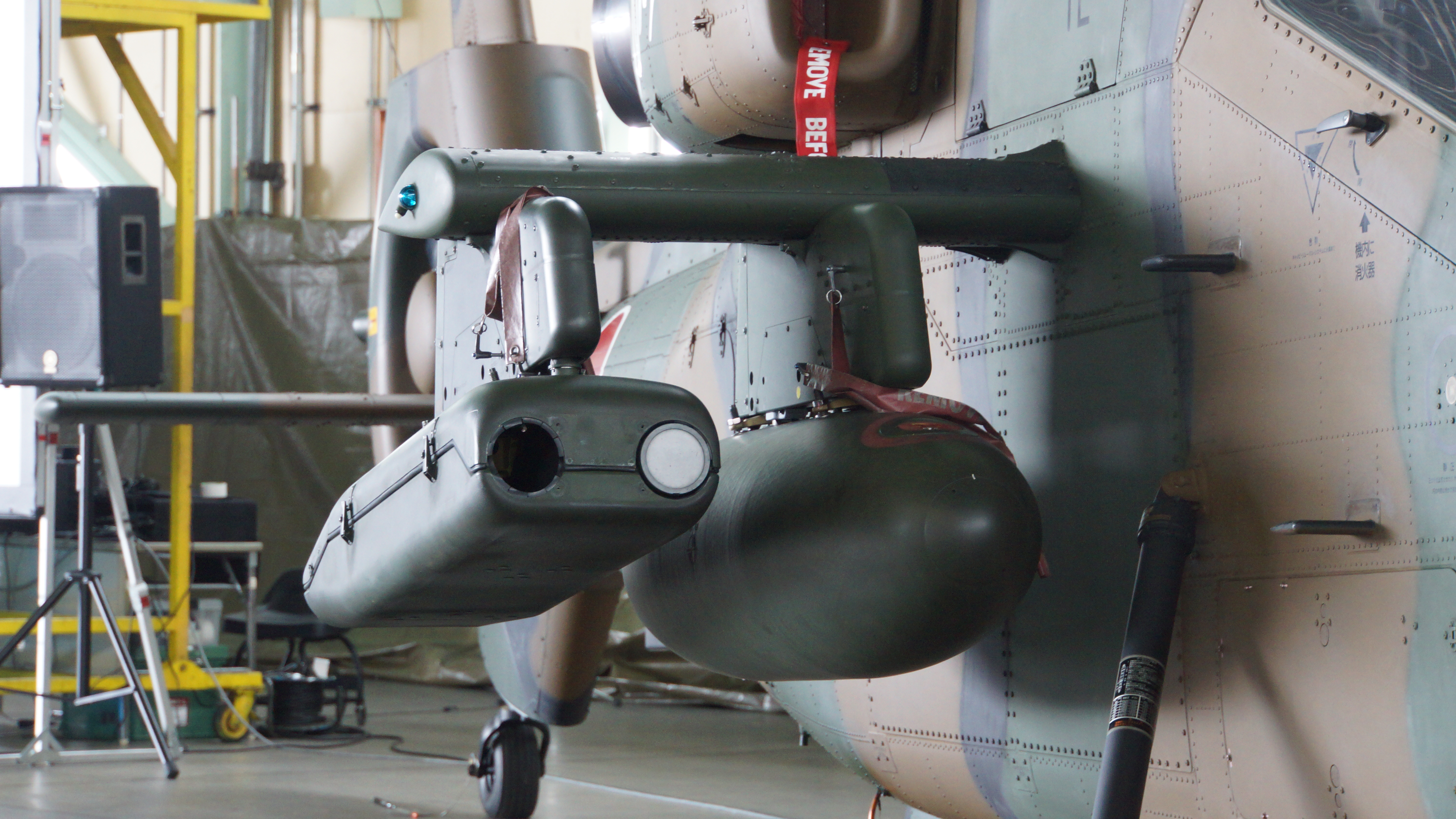
Il pod con i missili aria-aria Type 91 e il serbatoio supplementare esterno..

## Utilizzatori
Giappone
- Rikujō Jieitai

38 OH-1 (4 prototipi compresi) consegnati a partire dal 2000.

## Elicotteri comparabili
- Bell AH-1 SuperCobra
- Boeing AH-64 Apache
- Denel AH-2 Rooivalk
- AgustaWestland AW129
- CAIC WZ-10
- Harbin Z-19
- Eurocopter Tiger
- Eurocopter Panther
- HAL Light Combat Helicopter
- Kamov Ka-50
- Mil Mi-24
- Mil Mi-28